# Maria Morera

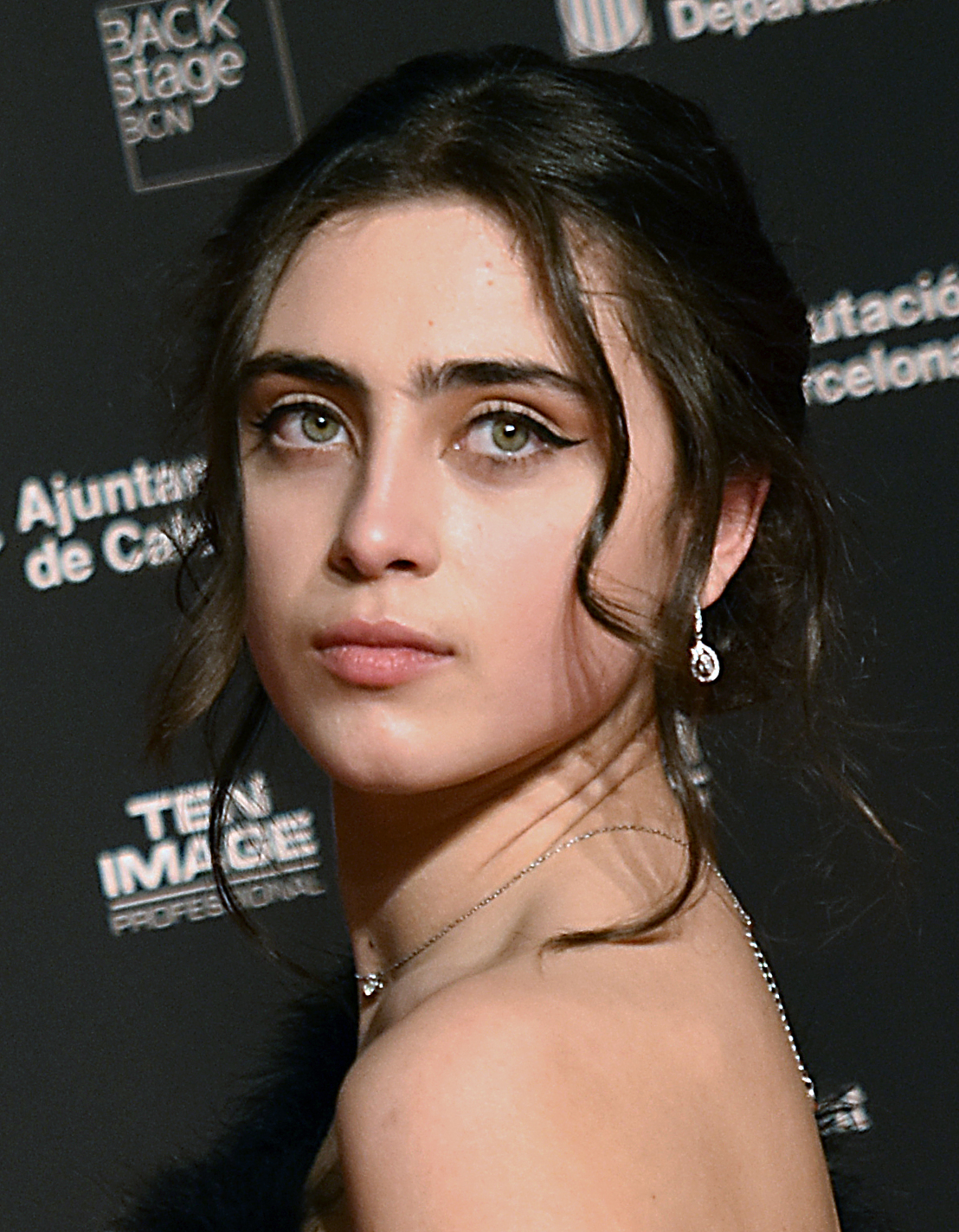
Maria Morera

Maria Morera i Colomer (* 2003 in Begur) ist eine spanische Schauspielerin.

## Leben und Karriere
Morera wurde in Begur geboren. Sie studierte Geisteswissenschaften an der Universitat Pompeu Fabra. Ihr Debüt gab sie 2019 in dem Film La vida sense la Sara Amat. Anschließend war sie 2021 in der Serie Buga Buga zu sehen. 2022 erhielt sie den Gaudí-Preis als beste Hauptdarstellerin für ihre Rolle in Libertad. Im selben Jahr belegte sie in der Serie Cucut eine der Hauptrollen. Unter anderem spielte Morera 2024 in Jo mai mai mit.

## Filmografie
Filme
- 2019: La vida sense la Sara Amat
- 2021: Libertad
- 2022: Son pardos
- 2022: Flechas
- 2024: El 47

Serien
- 2021: Buga Buga
- 2022: Cucut
- seit 2024: Jo mai mai
- 2025: Legado